# 巴西奴隶猎取队
巴西奴隶猎取队（葡萄牙語：Bandeirantes）是巴西殖民地時期由奴隶贩子、探险家、冒险家組成的捕捉印第安人的武装远征队。 
這些人大多来自圣保罗地区。一些巴西奴隶猎取队的领导人是定居在圣保罗的第一代和第二代葡萄牙人的后裔。
1614至1639年期间，巴西奴隶猎取队捕捉的印第安人人数达30万。尽管巴西奴隶猎取队最初的目的是捕捉印第安人，但后来他们开始将重点放在寻找金、银和钻石上。